# Исай Давыдов
Иса́й Давы́дов (псевдоним, настоящее имя Дави́д Исаа́кович Ше́йнберг; 24 октября 1927, Москва, СССР — 20 ноября 2020, Полевской, Россия) — советский и российский писатель, критик, журналист. Член Союза журналистов СССР (1957) и Союза писателей СССР (1959). Наибольшую известность приобрёл как писатель-фантаст, наиболее известное произведение в этом качестве - роман "Я вернусь через тысячу лет" (1969).

## Биография
Мать — врач, отец — инженер-химик.
В 1951 году окончил редакционно-издательский факультет Московского полиграфического института, получив специальность редактора политической и художественной литературы. Работал корректором в Госполитиздате (Москва), старшим редактором Тюменского книжного издательства, заместителем начальника Тюменского отдела радиоинформации, собственным корреспондентом сталинградской газеты «Молодой ленинец» по Камышину, заведующим промышленным отделом Камышинской городской газеты «Ленинское знамя», и снова — старшим редактором Тюменского книжного издательства.
С 1960 по 1977 год — на творческой работе.
С 1977 по 1985 год — методист Свердловского межсоюзного Дома самодеятельного творчества. С 1985 по 2020 год — на творческой работе. Жил в городе Полевской, в 40 км к юго-западу от Екатеринбурга.
Умер 20 ноября 2020 года. Похоронен на Широкореченском кладбище Екатеринбурга рядом с женой Шейнберг Лией Моисеевной.

## Литературная деятельность
Литературную работу начал в 1952 году как критик в тюменских газетах, журналах «Сибирские огни» (Новосибирск), «Искусство» (Москва). Первая книга — краеведческий очерк «Тобольские косторезы» — вышла в 1954 году в Тюмени. Первые рассказы опубликованы в 1956—1957 годах в газете «Сталинградская правда», журналах «Смена» и «Юность». Первый сборник рассказов «Чужая книга» опубликован Тюменским книжным издательством в 1957 году. С тех пор вышло 36 книг И. Давыдова, из них два романа и более десяти повестей. Как отмечал в 2024 Владимир Ларионов: "Писатель начинал как реалист, но получилось так, что вспоминают Давыдова нынче в основном любители фантастики, в памяти которых осталась его проза именно этого направления". 
Известен главным образом благодаря своим фантастическим произведениям. Первая научно-фантастическая публикация — повесть «Девушка из Пантикапея» (журнал «Уральский следопыт», 1965). Героиня повести — девушка из древнего Рима, увезённая с Земли инопланетянами и возвратившаяся на нашу планету в середине XX века. В фантастическом рассказе «Он любил вас» (1966) описан подвиг космонавта, уводящего в космос все накопленные на планете ядерные боеголовки для того, чтобы уничтожить летящий к Земле астероид. Роман «Я вернусь через 1000 лет» (вышедший в Свердловске в Средне-Уральском книжном издательстве в 1969 в серии "Уральская библиотека. Приключения. Фантастика. Путешествия") — космическая робинзонада, рассказывающая о судьбе земной колонии на далёкой планете. Главной задачей колонистов становится установление добрососедских отношений с враждебно настроенными аборигенами. Автор вспоминал, что побудительным мотивом к созданию этой книги для него стал роман Стругацких «Трудно быть богом». А. Стругацкий высоко оценил произведение, отметив во внутренней рецензии для издательства, что "роман удался". Вышедшая в 1969 книга планировалась первой в эпопее; однако затем и ее не переиздавали в СССР; Давыдов вернётся к работе над второй книгой лишь в 1998 и закончит её в 2000, а до 2011 она пробудет в его архиве: "Потом, - рассказывал он, - на меня вышел человек, который представился как издатель раритетной фантастики. И предложил мне издаться без гонорара". В 2014 году в издательстве «Аэлита» (Екатеринбург) вышли дополненная первая, вторая и третья части романа. 
С 1967 года И. Давыдов занимался поиском материалов о девушках-зенитчицах, защищавших Москву в годы Великой Отечественной войны. Он издал посвящённые этой теме документальные книги «Дайте ракету!» (Свердловск, 1969) и «Подвиг начинался в апреле» (Свердловск, 1970). Та же тема нашла своё отражение в его художественных произведениях — повестях «Урок танцев в военной Москве», «Три недели» и других.
Для творчества И. Давыдова характерен глубокий интерес к психологии героев, в его произведениях описываются лирические истории любви и дружбы, верности и предательства, героизма и трусости, передаваемых читателю с жизненной достоверностью даже в фантастических обстоятельствах.
В 2014 году за роман «Я вернусь через тысячу лет» И. Давыдову была присуждена премия «Аэлита». В 2015 на следующем фестивале фантастики "Аэлита" награждён призом "Гиперболоид". 
Владимир Ларионов характеризовал его как патриарха уральской фантастики.